# Herbert Alward
Herbert Alward (fl. XX secolo) è stato un pattinatore artistico su ghiaccio austriaco. Nel 1938 ha vinto la medaglia di bronzo al Campionato europeo e al Campionato mondiale.

## Palmarès
| Internazionali       | Internazionali | Internazionali | Internazionali | Internazionali |
| Evento               | 1936           | 1937           | 1938           | 1939           |
| -------------------- | -------------- | -------------- | -------------- | -------------- |
| Campionati mondiali  | 9°             | 4°             | 3°             | 5°             |
| Campionati europei   |                | 5°             | 3°             |                |
| Nazionali            |                |                |                |                |
| Campionati austriaci |                |                |                | 2°             |